# NGC 6906
NGC 6906 је спирална галаксија у сазвежђу Орао која се налази на NGC листи објеката дубоког неба.
Деклинација објекта је + 6° 26' 40" а ректасцензија 20h 23m 34,0s. Привидна величина (магнитуда) објекта NGC 6906 износи 12,4 а фотографска магнитуда 13,2. Налази се на удаљености од 65,8000 милиона парсека од Сунца. NGC 6906 је још познат и под ознакама UGC 11548, MCG 1-52-3, CGCG 399-6, IRAS 20211+0616, PGC 64601.